# 중국일보
중국일보(中国日报) 또는 차이나 데일리(China Daily)는 중화인민공화국에서 발행되는 일간(월~토) 영자신문이다. 1981년 6월 1일에 창간되었다. 중국 안팎의 소식을 중문판과 영문판으로 발행부수는 하루 30만 부이며 본사는 베이징 차오양 지역에 있고 중국의 대부분의 도시에 지사가 있다. 또한 뉴욕, 워싱턴 DC, 런던, 카트만두를 포함한 해외 주요도시에도 사무실을 두고 있다. 중국 내 외국인들을 위해 제공되기 시작하였으며 영어공부 또한 중국정부의 정책을 이해하기 위한 가이드북으로 읽혀지고 있다.
차이나데일리 아시아위클리는 본지의 12개 에디션(중국본토, 홍콩, 미국, 유럽, 아프리카, 아시아판 등) 가운데 아시아판 주간지에 속하며 연 50회 매주 월요일 이슈로 발행된다. 2012년 12월 9일 홍콩에서 24페이지 타블로이드판으로 창간되어 현재 32페이지로 증부되었고 홍콩, 호주, 일본, 대한민국, 싱가폴, 인도, 미얀마, 네팔, 파키스탄, 필리핀, 아랍에미레이트 연합, 베트남, 말레이시아, 인도네시아, 태국 등으로 확대되어 약 28만부가 인쇄, 배포되고 있다. 발행인은 Zhou Li이며 한국에서는 2012년 9월부터 배포를 시작하였고 발행인은 다우디스트리뷰션(https://dowdistribution.co.kr)이다.

## 같이 보기
- 중국의 선전